# Bathyraja shuntovi
Bathyraja shuntovi — вид хрящевых рыб рода глубоководных скатов семейства Arhynchobatidae отряда скатообразных. Обитают в глубоких водах юго-западной части Тихого океана. Встречаются на глубине до 1479 м. Их крупные, уплощённые грудные плавники образуют округлый диск со треугольным рылом. Максимальная зарегистрированная длина 140 см. Откладывают яйца. Рацион состоит из донных беспозвоночных. Не являются объектом целевого промысла.

## Таксономия
Впервые вид был научно описан в 1985 году. Вид назван в честь российского океанографа Шунтова В. П. Голотип представляет собой самку длиной 71 см с диском шириной 48 см, пойманную в Тасмановом море 37°41′ с. ш. 168°49′ з. д.на глубине 850 м. Паратип — самка длиной 71,7 см с диском шириной 50 см, пойманная там же.

## Ареал
Эти скаты являются эндемиками вод Новой Зеландии. Встречаются на материковом склоне глубине от 300 до 1479 м, наибольшая концентрация наблюдается на глубине около 900 м.

## Описание
Широкие и плоские грудные плавники этих скатов образуют ромбический диск с широким треугольным рылом и закруглёнными краями. Позади глаз расположены брызгальца. На вентральной стороне диска расположены 5 жаберных щелей, ноздри и рот. Хвост длиннее диска. На хвосте имеются латеральные складки. У этих скатов 2 редуцированных спинных плавника и редуцированный хвостовой плавник. Максимальная зарегистрированная длина 140 см.     

## Биология
Эмбрионы питаются исключительно желтком. Эти скаты откладывают яйца, заключённые в роговую капсулу с твёрдыми «рожками» на концах.

## Взаимодействие с человеком
Эти скаты не являются объектом целевого лова. Они попадаются в качестве прилова в ходе тралового промысла атлантического большеголова и новозеландского макруронуса. Данных для оценки Международным союзом охраны природы охранного статуса вида недостаточно.